# Simulium palawanense
Simulium palawanense är en tvåvingeart som beskrevs av Mercedes Delfinado 1971. Simulium palawanense ingår i släktet Simulium och familjen knott.
Artens utbredningsområde är Filippinerna. Inga underarter finns listade i Catalogue of Life.